# Липовий Володимир Петрович
Липовий Володимир Петрович (нар. 25 лютого 1950, Львів) — український львівський живописець. Член Національної спілки художників України. Працює у галузі станкового та монументального живопису.

## Біографія
У 1972 році закінчив Львівський інститут прикладного та декоративного мистецтва (тепер Львівська академія мистецтв).
Працював викладачем Львівського училища прикладного мистецтва (1972–1974), викладачем кафедри рисунку і живопису архітектурного факультету Львівського політехнічного інституту (1975–1988), викладачем кафедри рисунку Львівської академії мистецтв (1989–1998). З 1998 по 2010 рік працював художником-консультантом Львівського об'єднання «Творчість».
Пише картини в різних жанрах: релігійні (християнські), історичні, пейзажі, і вільні композиції в стилі постмодерну для офісів і культурно-відпочинкових об'єктів. Серед робіт художника — триптих «Князь Данило Галицький», написаний протягом 1982–1992 років.

## Виставки
Володимир Липовий провів понад 50 виставок своїх робіт в різних куточках України і за кордоном.
Художник є автором проекту «Захід-Схід», що об'єднав 150 його живописних полотен з історії України (нині поділених на цикли «Київська Русь», «Герби української землі», «Гетьмани України», «Видатні діячі історії та культури», «Чорнобильський реквієм», «Пейзажі Львова і Карпат» та інші). Роботи були написані за часів тоталітаризму, їх експонування стало можливим після проголошення України незалежною. Виставка на основі цих робіт під назвою «Україна в серці» була показана у багатьох містах України (Львів, Івано-Франківськ, Тернополь, Вінниця, Черкаси, Харків, Запоріжжя, Донецьк, Дніпропетровськ, Одеса, Херсон, Сімферополь, Луганськ та ін.), загалом її відвідали понад 500 тисяч чоловік.
У 2010 році у Львівському історичному музеї відбулась виставка «Господи, просвіти мене», на якій були представлені твори на християнську тему.